# Pavlov (Žďár nad Sázavou-i járás)
Pavlov település Csehországban, a Žďár nad Sázavou-i járásban. Pavlov Radostín nad Oslavou, Zadní Zhořec, Znětínek, Černá, Bohdalov és Kyjov településekkel határos. Lakosainak száma 343 fő (2024. január 1.).

## Népesség
A település lakosságának változását az alábbi diagram mutatja:
| Lakosok száma | 508  | 578  | 496  | 411  | 356  | 329  | 326  | 342  | 342  | 343  |
|               | 1869 | 1890 | 1921 | 1950 | 1980 | 2001 | 2017 | 2019 | 2022 | 2024 |